# Dangy
Pour les articles homonymes, voir Dangy (homonymie).
Dangy est une commune française, située dans le département de la Manche en région Normandie, peuplée de 660 habitants.

## Géographie

### Localisation

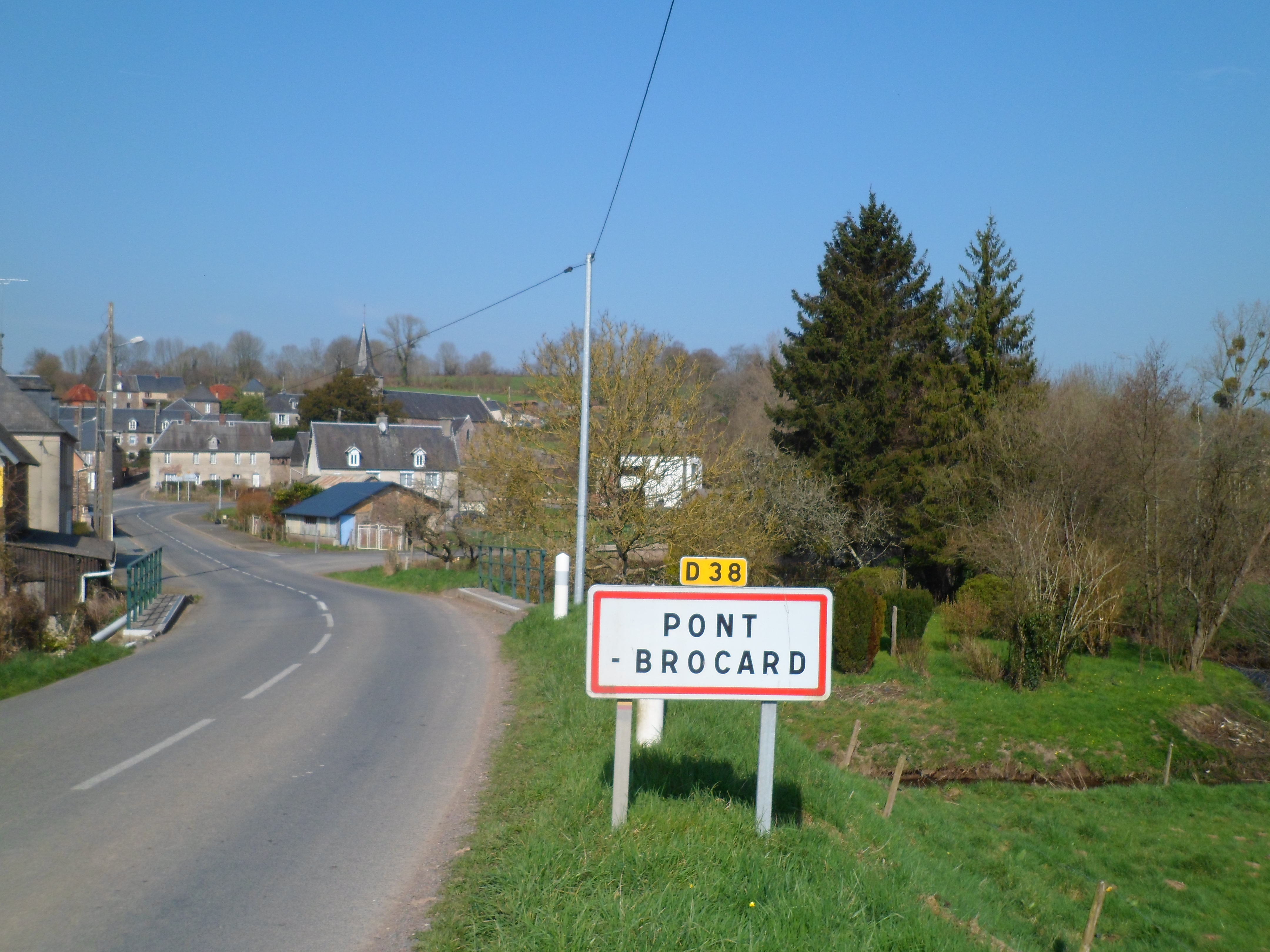
Pont-Brocard.

Dangy est situé dans le centre du département de la Manche, bassin bocager de Saint Lô (au sud-ouest, à 13 kilomètres) et au centre d'un triangle : Cherbourg-en-Cotentin - Caen - Rennes, et d'un losange : Carentan - Saint-Lô - Villedieu - Coutances. Son bourg est à 5 km au nord-est de Cerisy-la-Salle, à 5,5 km au sud-ouest de Canisy et à 7 km au sud de Marigny.
| Carantilly                             | Quibou                | Saint-Martin-de-Bonfossé |
| Cerisy-la-Salle                        | Dangy                 | Saint-Martin-de-Bonfossé |
| Cerisy-la-Salle, Notre-Dame-de-Cenilly | Notre-Dame-de-Cenilly | Soulles                  |

### Géologie et relief
Le territoire couvre une superficie de 993 hectares. Le point culminant (161 m) se situe à l'ouest, entre les lieux-dits la Lande et les Gouleries. Le point le plus bas (70 m) correspond à la sortie de la Soulles du territoire, au sud-ouest, à Pont-Brocard. Au bourg, l'altitude est de 97 mètres. La commune est bocagère.

### Hydrographie
La commune est partagée par une ligne de partage des eaux — occupée par les lieux-dits la Lande, le Château et la Perrotterie — en deux parties de superficie comparable. Le nord est dans le bassin de la Vire, par son affluent la Joigne qui prend sa source sur la commune de Saint-Martin-de-Bonfossé voisine. Plusieurs de ses premiers affluents de rive gauche parcourent le territoire communal dont la rivière de la Chaussée qui marque la limite avec Carantilly à l'ouest. Situé dans le bassin de la Sienne, le sud est drainé par de courts affluents de rive droite de la Soulles — un affluent du fleuve côtier — qui délimite tout le sud du territoire.
La commune est située dans le bassin Seine-Normandie. Elle est drainée par la Soulles, la Joigne, le cours d'eau 01 de la Bencerie, le cours d'eau 01 du Village de Bas, le fossé 01 de la Houssinière, le fossé 01 de l'Angloiserie, le fossé 01 de l'Hôtel Brohier, le fossé 01 du Font Brocard, la rivière de la Chaussée et un autre petit cours d'eau,.
La Soulles, d'une longueur de 52 km, prend sa source dans la commune de Percy-en-Normandie et se jette  dans la Sienne à Heugueville-sur-Sienne, après avoir traversé 19 communes. 

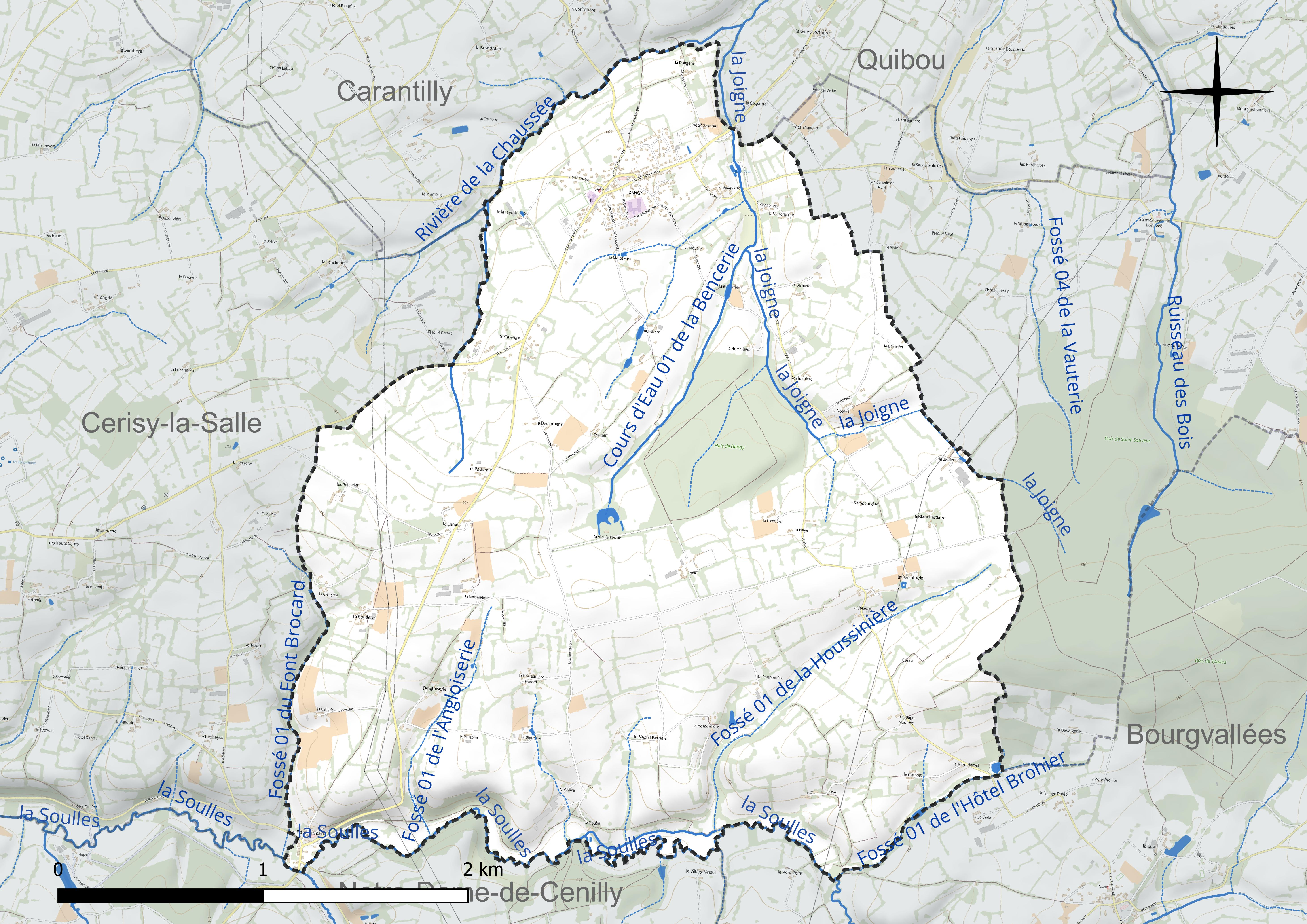
Réseau hydrographique de Dangy.

La Joigne, d'une longueur de 13 km, prend sa source dans la commune de Saint-Martin-de-Bonfossé et se jette  dans la Vire en limite de Canisy et de Saint-Lô, après avoir traversé six communes. 

### Climat
Pour des articles plus généraux, voir Climat de la Normandie et Climat de la Manche.
En 2010, le climat de la commune est de type climat océanique franc, selon une étude du CNRS s'appuyant sur une série de données couvrant la période 1971-2000. En 2020, Météo-France publie une typologie des climats de la France métropolitaine dans laquelle la commune est exposée à un climat océanique et est dans la région climatique  Normandie (Cotentin, Orne), caractérisée par une pluviométrie relativement élevée (850 mm/a) et un été frais (15,5 °C) et venté. Parallèlement le GIEC normand, un groupe régional d’experts sur le climat, différencie quant à lui, dans une étude de 2020, trois grands types de climats pour la région Normandie, nuancés à une échelle plus fine par les facteurs géographiques locaux. La commune est, selon ce zonage, exposée à un « climat contrasté des collines », correspondant au Bocage normand, bien arrosé, voire très arrosé sur les reliefs les plus exposés au flux d’ouest, et frais en raison de l’altitude.
Pour la période 1971-2000, la température annuelle moyenne est de 10,7 °C, avec une amplitude thermique annuelle de 12,1 °C. Le cumul annuel moyen de précipitations est de 1 075 mm, avec 14,7 jours de précipitations en janvier et 8,8 jours en juillet. Pour la période 1991-2020, la température moyenne annuelle observée sur la station météorologique la plus proche, située sur la commune de Cerisy-la-Salle à 5 km à vol d'oiseau, est de 11,5 °C et le cumul annuel moyen de précipitations est de 1 112,5 mm,. Pour l'avenir, les paramètres climatiques de la commune estimés pour 2050 selon différents scénarios d’émission de gaz à effet de serre sont consultables sur un site dédié publié par Météo-France en novembre 2022.

## Urbanisme

### Typologie
Au 1er janvier 2024, Dangy est catégorisée commune rurale à habitat dispersé, selon la nouvelle grille communale de densité à sept niveaux définie par l'Insee en 2022.
Elle est située hors unité urbaine.
Par ailleurs la commune fait partie de l'aire d'attraction de Saint-Lô, dont elle est une commune de la couronne,. Cette aire, qui regroupe 63 communes, est catégorisée dans les aires de 50 000 à moins de 200 000 habitants,.

### Occupation des sols
L'occupation des sols de la commune, telle qu'elle ressort de la base de données européenne d’occupation biophysique des sols Corine Land Cover (CLC), est marquée par l'importance des territoires agricoles (89,6 % en 2018), une proportion sensiblement équivalente à celle de 1990 (90,3 %).
La répartition détaillée en 2018 est la suivante : prairies (78,3 %), terres arables (7,1 %), forêts (6,4 %), zones agricoles hétérogènes (4,2 %), zones urbanisées (4 %).

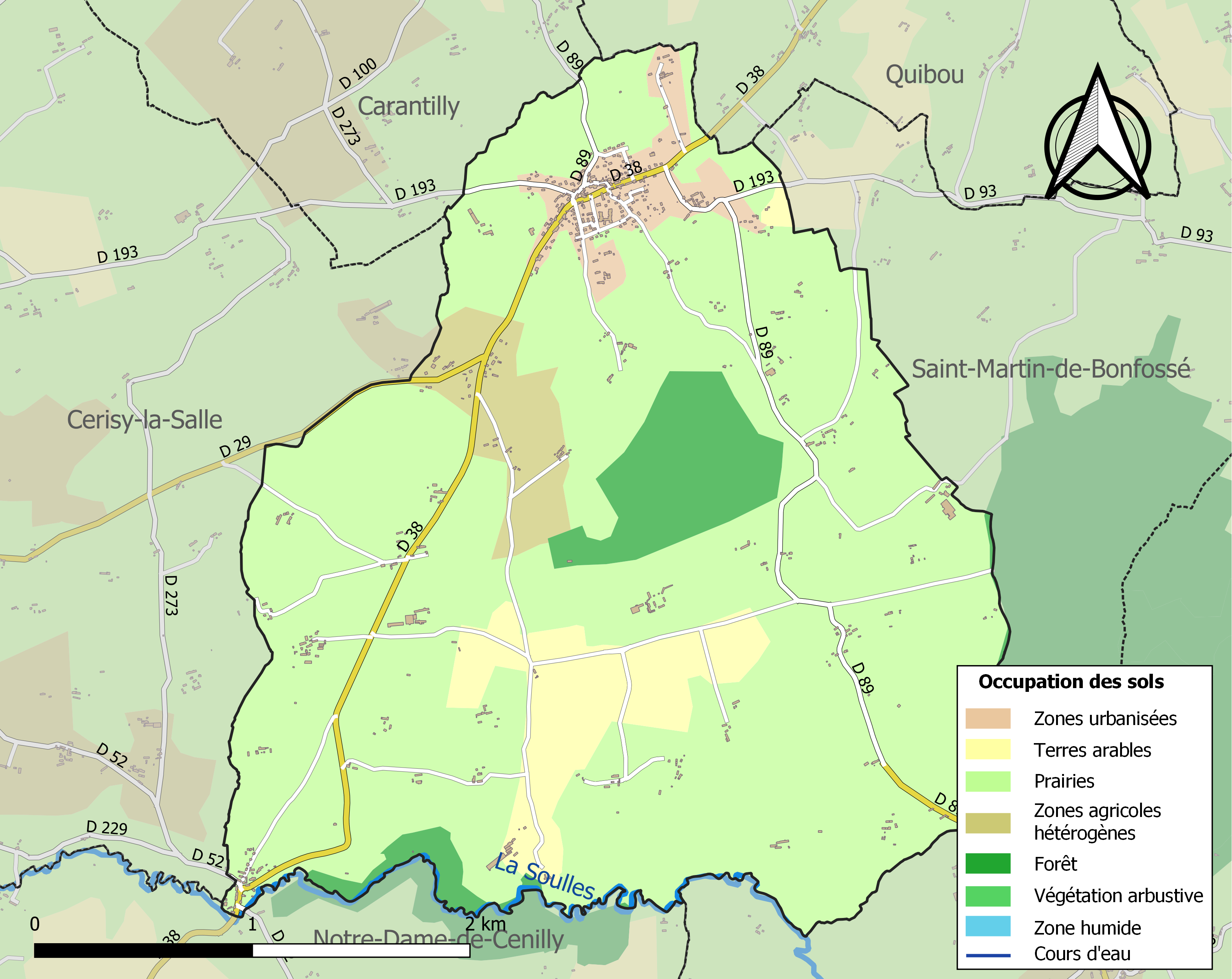
Carte des infrastructures et de l'occupation des sols de la commune en 2018 (CLC).

L'évolution de l’occupation des sols de la commune et de ses infrastructures peut être observée sur les différentes représentations cartographiques du territoire : la carte de Cassini (XVIIIe siècle), la carte d'état-major (1820-1866) et les cartes ou photos aériennes de l'IGN pour la période actuelle (1950 à aujourd'hui).

### Voies de communication et transports
Le territoire est traversé par la route départementale no 38 reliant Saint-Lô au nord-est à Gavray au sud-ouest. En traversant le bourg de Dangy, elle croise la D 89 permettant d'accéder à Carantilly au nord et à Soulles au sud-est, ainsi que la D 193 menant notamment à Saint-Martin-de-Bonfossé à l'est. Partant de la D 38 à 500 mètres au sud du bourg, la D 73 joint Cerisy-la-Salle à l'ouest.

## Toponymie
Le nom de la localité est attesté sous les formes Dangi vers 1210, Dangeio en 1212.
L'origine du toponyme Dangy n'est pas éclaircie. René Lepelley l'attribue à un anthroponyme roman, mais indéterminé.
François de Beaurepaire penche pour un type Damniacu ou Daminiacu que, curieusement, il n'explicite pas. On doit sans doute y voir le latin dominus « seigneur », soit « (le domaine rural) du seigneur ». Ce toponyme proviendrait de l'agglutination du nom de personne gallo-romain Damius et du suffixe -acum qui signifie : « la terre de Damius ». Ce nom s'apparenterait alors aux types plus tardifs Dampsmesnil, Damville, Donville, qui semblent formés avec le même élément (quoique d'autres possibilités existent également).
Le gentilé est Dangyais ; celui de Pont-Brocard était Pontois.

## Histoire
Sous l'ancien régime, la communauté taillable de Dangy et Pont-Brocard était composée de deux paroisses. Celle de Dangy, dont le curé était nommé par un patron alternatif (seigneur laïc et frères et prieur de l'hôtel-Dieu de Coutances) et celle de Pont-Brocard, fief et paroisse sous la seigneurie de l'ordre de Malte de la commanderie de Villedieu.
Le dernier seigneur de Dangy, et également de Saint-Hilaire-Petitville, fut Louis-Julien Yon (1729-1809).
En 1789, les habitants de Pont-Brocard ne rédigèrent pas de cahier de doléances particulier, mais ils durent s'assembler avec ceux de Dangy. Aussi, avec la mise en place des communes, l'ancienne paroisse de Pont-Brocard fut incorporée à la commune de Dangy et Pont-Brocard. Cette double dénomination administrative demeura pendant toute la première moitié du XIXe siècle.

## Politique et administration
| Période   | Période   | Identité                 | Étiquette | Qualité                               |
| --------- | --------- | ------------------------ | --------- | ------------------------------------- |
| 1798      | 1809      | Jacques Perotte          |           |                                       |
| 1809      | 1816      | Thomas-A. Lecomte        |           |                                       |
| 1816      | 1820      | Jean Lemasson            |           |                                       |
| 1820      | 1850      | Victor Lefèvre           |           |                                       |
| 1850      | 1865      | Pierre-Auguste Simon     |           |                                       |
| 1865      | 1869      | Auguste Lemasson         |           |                                       |
| 1869      | 1884      | Isidore-Magloire Leconte |           |                                       |
| 1884      | 1888      | Adrien-Emmanuel Dan      |           |                                       |
| 1888      | 1897      | Jean-Désiré Leconte      |           |                                       |
| 1897      | 1907      | Bon Vivier               |           |                                       |
| 1907      | 1920      | Joseph Hardel            |           |                                       |
| 1920      | 1939      | Joseph Leconte           |           |                                       |
| 1939      | 1944      | Jules Beaufils           |           |                                       |
| 1944      | 1956      | Joseph Leconte           |           |                                       |
| 1956      | 1995      | Jean Pignard             |           |                                       |
| 1995      | 2008      | Philippe Leconte         |           |                                       |
| 2008      | mars 2014 | Annick Hélaine           |           | Sage-femme                            |
| mars 2014 | En cours  | Dominique Pain           | SE        | Agent des collectivités territoriales |

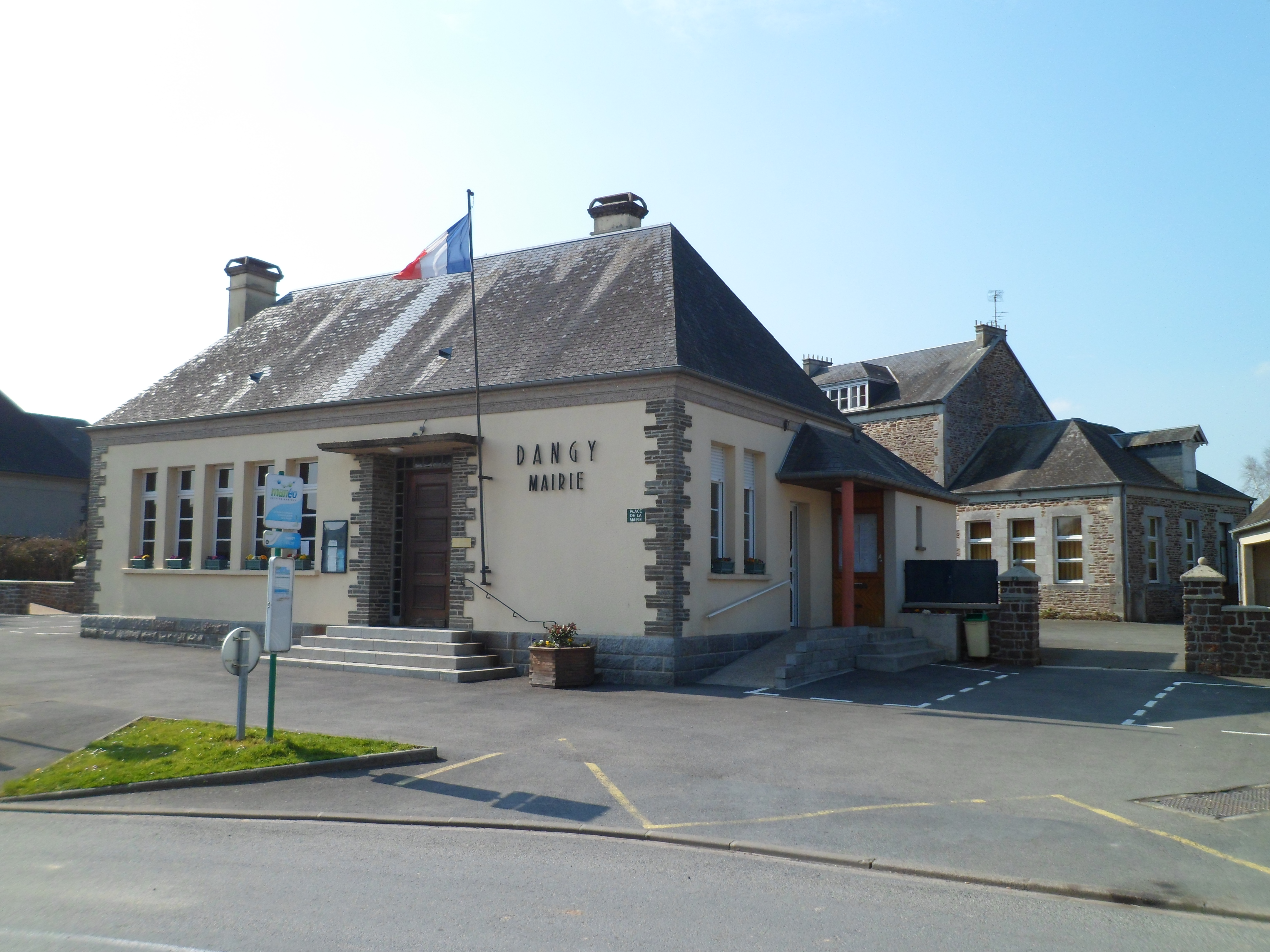
La mairie.

Le conseil municipal est composé de quinze membres dont le maire et deux adjoints.

## Population et société

### Démographie
L'évolution du nombre d'habitants est connue à travers les recensements de la population effectués dans la commune depuis 1793. Pour les communes de moins de 10 000 habitants, une enquête de recensement portant sur toute la population est réalisée tous les cinq ans, les populations de référence des années intermédiaires étant quant à elles estimées par interpolation ou extrapolation. Pour la commune, le premier recensement exhaustif entrant dans le cadre du nouveau dispositif a été réalisé en 2007.
En 2022, la commune comptait 660 habitants, en évolution de +0,15 % par rapport à 2016 (Manche : −0,31 %, France hors Mayotte : +2,11 %).
Dangy a compté jusqu'à 1 210 habitants en 1831.
| 1793  | 1800  | 1806  | 1821  | 1831  | 1836  | 1841  | 1846  | 1851  |
| ----- | ----- | ----- | ----- | ----- | ----- | ----- | ----- | ----- |
| 1 144 | 1 068 | 1 103 | 1 145 | 1 210 | 1 180 | 1 185 | 1 196 | 1 167 |

| 1856  | 1861  | 1866 | 1872 | 1876 | 1881 | 1886 | 1891 | 1896 |
| ----- | ----- | ---- | ---- | ---- | ---- | ---- | ---- | ---- |
| 1 166 | 1 033 | 991  | 933  | 894  | 925  | 853  | 820  | 764  |

| 1901 | 1906 | 1911 | 1921 | 1926 | 1931 | 1936 | 1946 | 1954 |
| ---- | ---- | ---- | ---- | ---- | ---- | ---- | ---- | ---- |
| 706  | 702  | 651  | 578  | 589  | 581  | 577  | 543  | 598  |

| 1962 | 1968 | 1975 | 1982 | 1990 | 1999 | 2006 | 2007 | 2012 |
| ---- | ---- | ---- | ---- | ---- | ---- | ---- | ---- | ---- |
| 549  | 533  | 515  | 565  | 605  | 604  | 650  | 656  | 650  |

| 2017 | 2022 | - | - | - | - | - | - | - |
| ---- | ---- | - | - | - | - | - | - | - |
| 672  | 660  | - | - | - | - | - | - | - |

### Sports et loisirs
L'Union sportive de Dangy fait évoluer une équipe de football en division de district.

## Culture locale et patrimoine

### Lieux et monuments
- Église Saint-Martin, du Moyen Âge, très remaniée, des XIe, XVe – XIXe siècles avec des murs en arête de poisson qui semblent indiquer l'art roman, bien que des pierres plus récentes semblent avoir été replacées ainsi lors de restaurations. À remarquer la date de 1500 et un texte ancien en lettres gothiques sous l'avant-porche latéral, et sur un linteau la date gravée de 1845, correspondant à une restauration.

Elle abrite une Vierge à l'Enfant du XIVe classée au titre objet aux monuments historiques, maître-autel du XVIIe, une verrière du XXe par Mazuet de Bayeux, un chemin de croix du XXe d'A. Corbel.
- Église Saint-Jean-Baptiste de Pont-Brocard du XIXe siècle. Ses fonts baptismaux du XVIIe sont classés au titre objet[41]. Elle abrite un maître-autel du XVIIIe, des statues des XVe et XVIIe siècles dont saint Roch et saint Jean-Baptiste[31].
- Croix ès mort du cimetière de Dangy du XIXe siècle, calvaire du XIXe siècle, la Croix Baron du XXe siècle, trois croix de consécration à Pont-Brocard du XVIIe siècle[31].
- Deux ifs funéraire du cimetière et croix du XVIIe.
- Château de Dangy du XVIIIe siècle, construit par Louis-Julien Yon (1729-1809), dernier seigneur de Saint-Hilaire-Petitville et de Dangy où il est inhumé[31]. En 1805, à la suite du Concordat, il demanda l'autorisation à l'évêque de rouvrir sa chapelle du château, qui avait existé dans l'ancien manoir et avait été déplacée avec la construction du nouveau château à l'extrême fin de l'Ancien Régime[42].

La demeure fut la possession d'Alphonse Lemerre (1838-1912), né à Canisy, éditeur des modernes et des grands classiques, qui aimait y revenir.
- Ancien moulin.
- Bois de Dangy.

### Personnalités liées à la commune
- Rémy Basnier (Dangy, 1763 - 1845), prêtre. Il fut l'un des adhérents les plus actifs de la Petite Église qui rassemblait les prêtres réfractaire inconditionnels.
- Alcide Hédouin (1846-1918), curé de Dangy, auteur de nombreuses recherches et d'une monographie locale.